# Língua kitara
A língua kitara, comumente conhecida como runyakitara, é uma língua artificial,  uma linguagem padrão baseada em quatro línguas estreitamente relacionadas do oeste de Uganda: 
- Nyoro ou Runyoro
- Kiga (Chiga) ou Rukiga
- Nkore ou Runyankole
- Tooro ou Rutooro